# Zwölferkopf (Karwendel)
Le Zwölferkopf est une montagne qui s’élève à 1 491 m d’altitude dans les Karwendel, en Autriche.